# Radar Secret Service
Radar Secret Service is een Amerikaanse film uit 1950. De film werd geregisseerd door Sam Newfield. Hoofdrollen werden vertolkt door John Howard, Adele Jergens en Tom Neal.

## Verhaal
De film draait om een organisatie genaamd de G-Men. Zij sporen gestolen uranium-238 schepen op met behulp van nieuwe radartechnologie. Ze rekruteren tevens de vriendin van een bendelid als informant. Hoewel de radar van groot nut is voor de organisatie, komt het vooral op hun undercoveragente aan om de plannen van de criminele meesterbreinen te achterhalen.

## Rolverdeling
| Acteur          | Personage           | Opmerkingen    |
| --------------- | ------------------- | -------------- |
| John Howard     | Bill Travis         |                |
| Adele Jergens   | Lila                |                |
| Tom Neal        | Mickey Moran        |                |
| Myrna Dell      | Marge               |                |
| Sid Melton      | Pill Box            |                |
| Ralph Byrd      | Static              |                |
| Robert Kent     | Henchman Benson     |                |
| Pierre Watkin   | Mr. Hamilton        |                |
| Tristram Coffin | Michael             |                |
| Riley Hill      | Henchman Blackie    |                |
| Robert Carson   | Tom, Radar Operator | als Bob Carson |
| Kenne Duncan    | Michael's Henchman  |                |

## Trivia
Radar Secret Service werd bespot in het vijfde seizoen van de televisieserie Mystery Science Theater 3000.